# Regalbuto
Regalbuto är en ort och kommun i kommunala konsortiet Enna, innan 2015 provinsen Enna, i regionen Sicilien i sydvästra Italien. Kommunen hade 7 190 invånare (2017).

## Kända personer från Regalbuto
- Raffaele Stancanelli, politiker